# Troisième circonscription de la préfecture de Kumamoto
La troisième circonscription de la préfecture de Kumamoto (熊本県第3区, Kumamoto-ken dai-san-ku) est l'une des quatre circonscriptions législatives que compte la préfecture de Kumamoto au Japon. Cette circonscription comptait 315 934 électeurs en date du 1er septembre 2021.

## Description géographique
La troisième circonscription de la préfecture de Kumamoto regroupe les villes de Yamaga, Kikuchi, Aso et Kōshi ainsi que les districts de Kikuchi, Aso et Kamimashiki.

## Députés
| Législature | Début de mandat | Fin de mandat | Député élu          |  | Parti politique |
| ----------- | --------------- | ------------- | ------------------- |  | --------------- |
| 41e         | 1996            | 2000          | Toshikatsu Matsuoka |  | PLD             |
| 42e         | 2000            | 2003          | Toshikatsu Matsuoka |  | PLD             |
| 43e         | 2003            | 2005          | Tetsushi Sakamoto   |  | SE              |
| 44e         | 2005            | 2007          | Toshikatsu Matsuoka |  | PLD             |
| 44e         | 2007            | 2009          | Tetsushi Sakamoto   |  | SE              |
| 45e         | 2009            | 2012          | Tetsushi Sakamoto   |  | PLD             |
| 46e         | 2012            | 2014          | Tetsushi Sakamoto   |  | PLD             |
| 47e         | 2014            | 2017          | Tetsushi Sakamoto   |  | PLD             |
| 48e         | 2017            | 2021          | Tetsushi Sakamoto   |  | PLD             |
| 49e         | 2021            | -             | Tetsushi Sakamoto   |  | PLD             |